# After Hours (Linda Perry)
After Hours è il secondo album solista della cantante Linda Perry realizzato nel 1999.

## Brani
1. "The Garden" – 4:42
2. "Jackie" – 5:13
3. "Sunny April Afternoon" – 4:03
4. "Lost Command" – 5:12
5. "Get It While You Can" – 4:31
6. "Bang The Drum" – 4:01
7. "Some Days Never End" – 3:32
8. "New Dawn" – 5:16
9. "Fly Away" – 5:44
10. "Let Me Ride" – 3:50
11. "The Cows Come Home" – 4:58
12. "Carry On" – 3:58